# 福建酸竹
福建酸竹（学名：Acidosasa longiligula）为禾本科酸竹属下的一个种。

## 扩展阅读
- 維基物種上的相關：福建酸竹